# K
K, k er det ellevte bogstav i det latinske alfabet. Det er er en konsonant og stammer fra det græske kappa, som igen er lånt fra det fønikiske kaf.[kilde mangler]

## Andre betydninger
Tegnet K har mange betydninger:
1. K er indenfor kemi tegnet for kalium.
2. k er forkortelse for præfikset kilo.
3. K er forkortelse for kelvin: SI-enheden for temperatur.
4. Kc bruges som forkortelse for ligevægtskonstanten.
5. k er Boltzmanns konstant, som er 1,38066 · 10-23 J/K
6. Vitamin K – af betydning for blodets evne til at størkne. K for koagulation (="størkne").
7. K er partibogstavet for Kristendemokraterne
8. K var partibogstavet for Danmarks Kommunistiske Parti, før dette gik over til at stille op gennem Enhedslisten.
9. Kendingsbogstav for biler fra Cambodja.
10. K er et slang for ordet Okay.